# Час перших
«Час перших» — російський історичний фільм про перший вихід у відкритий космос, знятий режисером Дмитром Кисельовим . Головні ролі зіграли Євген Миронов та Костянтин Хабенський . Головний герой, космонавт Олексій Леонов, був консультантом фільму.
Прем'єра відбулася 6 квітня 2017 року. Фільм отримав позитивні відгуки російських кінокритиків, однак у прокаті виступив невдало .
Слоган фільму: " Підніми голову! ".

## Сюжет
18 березня 1965 року. У космічній гонці СРСР поки що обганяє Сполучені Штати Америки, але американці вже готують політ на Місяць, і СРСР має бути попереду — радянські космонавти повинні першими здійснити вихід у відкритий космос і повідомити про цей успіх на весь світ у прямому ефірі.
На роль першопрохідців затверджені космонавти Павло Бєляєв та Олексій Леонов . Для будівництва кораблів " Схід-1 " і " Схід-2 ", налагодження технології та тренування космонавтів залишається зовсім мало часу, тестовий корабель вибухнув в атмосфері, і тому старт «Сходу-2» пов'язаний із великим ризиком. Однак космонавти наполягають на своїй повній фізичній готовності та переконують керівництво, що необхідно ризикнути.
Дозвіл на старт «Сходу-2» отримано, корабель благополучно піднявся на орбіту, але щоб виконати завдання і повернутися живими додому, космонавтам доведеться пройти через важкі випробування: скафандр Олексія Леонова, що роздувся у відкритому космосі, кисневе отруєння з-за з орбіти з посадкою у незапланованому районі на Уралі та виживання у суворому пермському лісі.

## В ролях
ько Олексія Леонова А
| Актор                     | Роль                                    |
| ------------------------- | --------------------------------------- |
| Евгений Миронов           | космонавт Алексей Леонов                |
| Константин Хабенский      | командир «Восхода-2» Павел Беляев       |
| Владимир Ильин            | генеральный конструктор Сергей Королёв  |
| Анатолий Котенёв          | генерал-лейтенант Николай Каманин       |
| Александра Урсуляк        | Светлана Леонова                        |
| Елена Панова              | Татьяна Беляева                         |
| Алексей Морозов           | космонавт Герман Титов                  |
| Юрий Ицков                | конструктор Борис Черток                |
| Владимир Малюгин          | космонавт Валерий Быковский             |
| Александр Новин           | космонавт Евгений Хрунов                |
| Юрий Нифонтов             | физик-механик Борис Раушенбах           |
| Александр Ильин-младший   | пилот вертолёта Владимир Маркелов       |
| Марта Тимофеева           | Вика дочь Леонова                       |
| Геннадий Смирнов          | космонавт Константин Феоктистов         |
| Валерий Гришко            | первый секретарь ЦК КПСС Леонид Брежнев |
| Александр Карпиловский    | радиолюбитель                           |
| Екатерина Семина          | жена радиолюбителя                      |
| Авангард Леонтьев         | диктор Юрий Левитан                     |
| Кирилл Полухин            | командир части                          |
| Сергей Баталов            | отец Алексея Леонова Архип Леонов       |
| Нелли Селезнёва           | главврач медкомиссии                    |
| Александр Коршунов        | врач в госпитале Евгений Анатольевич    |
| Иван Гордиенко            | врач в больнице                         |
| Владислав Погиба          | пилот Ан-2                              |
| Руслан Джайбеков-Медведев | секретарь-референт Брежнева             |
| Сергей Нестеров           | второй пилот вертолёта                  |
| Андрей Бажин              | режиссёр                                |
| Савелий Кудряшов          | Алексей Леонов в детстве                |
| Сергей Черданцев          | лётчик МиГ-15 №1                        |
| Александр Филатов         | лётчик МиГ-15 №2                        |
| Сергей Гузеев             | специалист-связист КВЦ                  |
| Егор Морозов              | лейтенант метеослужбы КВЦ               |
| Артур Литвинов            | офицер связи КВЦ                        |
| Сергей Данилевич          | офицер медслужбы КВЦ                    |
| Сергей Галахов            | специалист КВЦ №1                       |
| Оксана Кормишина          | специалист КВЦ №2                       |

## Знімальна група
- Автори сценарію: Олег Погодін, Юрій Коротков, Ірина Пивоварова, Сергій Калужанов, Дмитро Пінучков
- Режисер-постановник: Дмитро Кисельов
- Художник-постановник: Ангеліна Терехова
- Оператор-постановник Володимир Башта
- Головний консультант: Олексій Леонов
- Продюсери: Тимур Бекмамбетов, Євген Миронов, Сергій Агєєв
- Продюсер візуальних ефектів: Олександр Горохов

## створіння
Спочатку планувалося, що режисером фільму буде Сергій Бодров-старший, а сам фільм вийде на екрани навесні 2016 . Олексій Леонов сам став консультантом картини.
У 2015 році проект отримав фінансову допомогу " Фонду кіно " на безповоротній та поворотній основах, фінансову допомогу також надав Альфа-банк . Зйомки фільму пройшли у два етапи: з 1 липня знімали у павільйонах та на літній натурі, у листопаді — зйомки космосу та приземлення космонавтів у тайзі .
Спочатку режисером фільму був Юрій Биков, але коли фільм вже був готовий на дві третини, він був усунений від проекту продюсерами Тимуром Бекмамбетовим та Євгеном Мироновим . За словами самого Бикова, продюсери «побачили не такий фільм, який можна продати» та бажали отримати більш видовищне кіно. Після цього роботу над фільмом продовжив Дмитро Кисельов . Він повністю перезняв картину, залишивши з матеріалу Бикова лише кілька коротких епізодів .

## Прокат
Прем'єра фільму відбулася 6 квітня 2017 року. Для його вдалого виходу на екрани Мінкультури Росії пропонувало зрушити прем'єру фільму " Форсаж 8 ", але в результаті найбільші кіномережі зобов'язалися віддати вітчизняній прем'єрі 35 % сеансів на 2 тижні прокату .
У перший вікенд фільм зібрав більше 150 млн рублів, хоча галузь розраховувала на більше (" Бюлетень кінопрокатника " називав суму очікуваних зборів у 280 млн руб, а кіномережі — 350—370 млн руб). Цей вікенд виявився для кінотеатрів за оцінкою «Бюлетеня кінопрокатника» найгіршим з кінця вересня 2016 року, а за оцінкою кінотеатрів — за кілька років. Середня заповнюваність зали на сеансах «Часу перших» склала 18 осіб, поступаючись іншим великим вітчизняним релізам (" Притягнення " — 46, " 28 панфіловців " — 39, " Захисники " — 30). При цьому за підсумками другого уїк-енду прокату фільм обійшов «Захисників» за загальним збором у Росії і показав кращі результати, ніж два інші названі фільми в аналогічному періоді .
За підсумками прокату фільм зібрав 561 млн рублів при бюджеті в 400 млн, що багато аналітиків розцінюють як касовий провал, оскільки прокатник отримує лише половину зборів. Втім, фільм ще має прокат за кордоном. За даними компанії «Роскіно» «Час перших» входить до числа російських фільмів 2017 року, права на які найчастіше купували закордонні прокатники .

## Відгуки
Фільм отримав переважно позитивні відгуки критиків у таких виданнях як " Аргументи та факти ", Film.ru " Російська газета ", InterMedia, " Вогник " та інших. За даними «Критиканство.ру» оцінка — 75 зі 100 (на основі 39 рецензій).
Про «Час перших» писали:
- Фільм співає пісню божевілля хоробрих, але пропонує думати. Це в нашому кіно сьогодні рідкість "[21] .
- " Ефекти «Часу» практично голлівудські, а герої при цьому — наші, рідні "[20] .
- " Несподівано для російського кінопрому складне і по-справжньому захоплююче кіно "[24] .
- " По «Часу перших» можна писати підручник для російських кінематографічних вузів і шкіл "[25] .

Деякі критики оцінили фільм як середній (" Державний фільм, прямолінійний, як траєкторія польоту в космос ", " Якісно зроблену картину заважають обережність і акуратність, бажання сподобатися відразу всім "), але різко негативних оглядів на фільм даних агрегаторів, був.
Історик космонавтики Антон Первушин відзначив у фільмі велику кількість розбіжностей із реальною історією: зокрема, відсутність Юрія Гагаріна, який займав провідну роль у підготовці космонавтів і при проведенні польоту, протистояння Корольова та Каманіна (насправді саме Корольов квапив проект і йшов на ризик, а Каманін ратував за дотримання термінів підготовки і багато вигаданих епізодів, як під час польоту, так і після приземлення, додані або роздуті заради драматизму. Також відзначається зайве спрощення або навіть спотворення характерів героїв: зокрема, значне заниження ролі Бєляєва (виставленого песимістом та меланхоліком) та завищення ролі Леонова, по-голлівудськи утрироване, нещадна байдужість Каманіна тощо. автор робить висновок: «…заради сюжетної динаміки та гарних спецефектів творці пожертвували історичною та, головне, психологічною достовірністю. Ми, звичайно, розуміємо, що художня умовність кіно припускає деякі вільності. Але, право слово, історія „Сходу-2“, сама по собі захоплююча, не потребувала „творчої доробки“» .
Початковий режисер фільму Юрій Биков в інтерв'ю зазначав, що він не дивився даний фільм і не відчуває бажання його дивитися через, як йому відомо, повну зміну історії, що була спочатку радикальнішою, через спрощення складної насамперед «з людської точки зору» спрямованості фільму у бік абсолютної патріотичності з правильними героями, а також через орієнтацію на аудиторію "м'яко кажучи, рівня " Ашана "", як у інших прокатних фільмів. Биков вказував, що, наскільки йому відомо, після його відходу фільм був повністю перезнятий за винятком, можливо, однієї сцени, яку не можна було повторити через декорації, що не відновлюються .

## Нагороди
- 2017 — Гран-прі на XXV кінофестивалі "Віват кіно Росії! " у Санкт-Петербурзі[29]
- 2018 — Приз кінофестивалю країн БРІКС у Дурбані за найкращу роль другого плану (Володимир Ільїн)[30]